# تتوجور، گغارکونیک
تتوجور (به ارمنی: Թթուջուր) یک شهر در ارمنستان است که در استان گغارکونیک واقع شده‌است.  در  کیلومتری شمال گاوار، مرکز استان گغارکونیک واقع شده است.

## خصوصیات
تتوجور ۱٬۱۳۷ نفر جمعیت دارد و ۱٬۷۴۱ متر بالاتر از سطح دریا واقع شده‌است.  در  کیلومتری شمال گاوار، مرکز استان گغارکونیک واقع شده است.